# Accident ferroviaire de Mvoungouti (1991)
L'accident ferroviaire de Mvoungouti (1991) est intervenue à la suite de la collision frontale entre un train de passagers et un train de marchandises, dans la nuit du 5 au 6 septembre 1991 au niveau de la gare de Mvoungouti, dans le département du Kouilou en république du Congo. Le bilan s'élève au moins à 133 morts.
Dix ans plus tard, s'est produit dans la même gare, un autre grave accident ferroviaire.

## Accident
Vers deux heures du matin, le train de voyageurs du Chemin de fer Congo-Océan (CFCO), part de Pointe-Noire, en direction de Brazzaville, à l'intérieur des terres. Il est bondé. Dans l'autre sens, circule un train de marchandises de la Compagnie minière de l'Ogooué (COMILOG), transportant des grumes. La collision frontale entre les deux convois intervient dans la gare de Mvoungouti. 
La route est escarpée dans cette région montagneuse et forestière du massif du Mayombe qui culmine à 930 mètres au Mont Mvoungouti. Les causes évoquées de l'accident sont la vetusté de la locomotive, un excès de vitesse et un défaut de freinage de la part du conducteur de la COMILOG, causant l'encastrement de son train dans celui du CFCO.
Le bilan est de 133 morts, dont 104 pour lesquels les corps ont été retrouvés, les 29 autres sont portées disparus, plus de 300 autres ont été blessées,,.
Il s'agit de l'accident ferroviaire le plus meurtrier de la république du Congo.

## Suites de l'accident
La COMILOG constituée en 1953 dans l'optique d’exploiter un gisement de manganèse situé au Gabon près de la ville de Moanda. En raison de la distance entre la mine et la côte gabonaise, un téléphérique reliant le gisement à la ville congolaise de Mbinda près de la frontière entre les deux pays a été construit, ainsi qu’une voie ferrée permettant d’évacuer le minerai par le port de Pointe Noire.
La catastrophe provoque un incident diplomatique, et le ministre gabonais des Transports, contraint la direction de la COMILOG à suspendre la circulation des trains sur le tracé congolais. Désormais, le minerai sera acheminé par le Transgabonais, une voie ferrée inaugurée en 1986 qui ne traverse que le Gabon. Long de 669 km, il permet depuis Franceville de rejoindre la côte à Owendo, près de Libreville.
Comme il n'est plus besoin de passer par le Congo, l'ensemble des travailleurs travaillant au Congo sont licenciés de facto, sans préavis. L’accident n’était peut-être qu’un prétexte pour opérer un revirement stratégique. À ce jour, ils n'ont toujours pas reçu leur indemnités de licenciement,,.

## Liens
- Associated Press (ap): More than 100 killed in train collision v. 7. Septembre 1991.
- NN: Les accidents ferroviaires les plus graves du monde. Dans: Rhein-Zeitung.
- NN: 50 ans d'histoire du Congo en un coup d’œil (1991-2000). Dans: Congo Na Bisso! (consulté le: 16. En décembre 2013).
- NN: Chronique des accidents ferroviaires les plus graves dans le monde entier. Dans: la Deutsche Welle, v. 25. Avril 2005
- L'Accident condor-17.de.